# Boyd (Name)
Boyd ist ein englischer Familienname schottischer Herkunft, abgeleitet von der schottischen Isle of Bute, sowie ein von diesem Familiennamen abgeleiteter männlicher Vorname.

## Namensträger

### Familienname

#### A
- Adam Boyd (Politiker) (1746–1835), US-amerikanischer Politiker
- Adam Boyd (Fußballspieler) (* 1982), englischer Fußballspieler
- Alan Boyd (Fußballspieler) (* 1926), schottischer Fußballspieler
- Alan Lennox-Boyd, 1. Viscount Boyd of Merton (1904–1983), britischer Politiker, Mitglied des House of Commons und des House of Lords
- Alan Stephenson Boyd (1922–2020), US-amerikanischer Politiker und Manager
- Alana Boyd (* 1984), australische Stabhochspringerin
- Alastair Boyd, 7. Baron Kilmarnock (1927–2009), britischer Peer und Autor
- Alex Boyd (* 1984), britischer Fotograf
- Alexander Boyd (1764–1857), US-amerikanischer Politiker
- Alfred Boyd (1836–1908), kanadischer Politiker
- Allen Boyd (* 1945), US-amerikanischer Politiker
- Andrew Boyd (Bischof) († 1636), Bischof von Argyll
- Andrew Boyd (Fechter) (1910–2002), US-amerikanischer Fechter
- Andrew Kennedy Hutchison Boyd (1825–1899), schottischer Theologe
- Anne Boyd (* 1946), australische Komponistin und Musikpädagogin
- Aquilino Boyd (1921–2004), panamaischer Diplomat und Politiker
- Archibald Boyd-Carpenter (1873–1937), britischer Offizier und Politiker der Conservative Party, Mitglied des House of Commons
- Arthur Boyd (1920–1999), australischer Maler, Keramiker und Grafiker
- Augusto Samuel Boyd (1879–1957), Staatspräsident von Panama

#### B
- Barbara Weiden Boyd (* 1952), US-amerikanische Klassische Philologin
- Belle Boyd (1844–1900), US-amerikanische Spionin
- Bill Boyd (Pokerspieler) (1906–1997), US-amerikanischer Pokerspieler
- Bill Boyd (Musiker) (William Lemuel Boyd; 1910–1977), US-amerikanischer Sänger und Gitarrist
- Bill Boyd (Rennfahrer) (1915–1984), US-amerikanischer Autorennfahrer
- Billy Boyd (* 1968), schottischer Schauspieler
- Billy Boyd (Fußballspieler) (1905–1967), schottischer Fußballspieler
- Bobby Boyd (1937–2017), US-amerikanischer American-Football-Spieler
- Brandon Boyd (* 1976), US-amerikanischer Musiker
- Brian Boyd (* 1952), neuseeländischer Literaturwissenschaftler
- Byron Boyd (1864–1941), US-amerikanischer Lehrer, Geschäftsmann und Politiker

#### C
- Caolan Boyd-Munce (* 2000), nordirischer Fußballspieler
- Carla Boyd (* 1975), australische Basketballspielerin
- Cayden Boyd (* 1994), US-amerikanischer Schauspieler
- Charles A. Boyd, US-amerikanischer Chemiker
- Colin Boyd, Baron Boyd of Duncansby (* 1953), britischer Politiker
- Connie Boyd (* 1961), kanadische Zauberkünstlerin und Dozentin
- Curtis Boyd (* 1940), US-amerikanischer Jazz-Schlagzeuger

#### D
- Danah Boyd (* 1977), US-amerikanische Medienwissenschaftlerin und Sozialforscherin
- Darius Boyd (* 1987), australischer Rugbyspieler
- David Boyd (Künstler) (1924–2011), australischer Künstler
- David Boyd (Schriftsteller) (* 1951), kanadischer Schriftsteller
- David Boyd (Cricketspieler) (* 1955), australischer Cricketspieler
- David Boyd (Rugbyspieler) (* 1966), australischer Rugby-League-Spieler
- David Boyd (Kameramann), US-amerikanischer Kameramann
- David Boyd (Musicaldarsteller), schottischer Musicaldarsteller
- David Boyd (Musikmanager), britischer Musikmanager
- David Boyd (Jurist) (* 1964), kanadischer Jurist und Menschenrechtsaktivist
- David W. Boyd (* 1941), kanadischer Mathematiker
- Denise Boyd (* 1952), australische Sprinterin
- Dorothy Boyd (1907–1996), britische Schauspielerin
- Douglas Boyd (* 1959), britischer Oboist und Dirigent
- Dustin Boyd (* 1986), kanadischer Eishockeyspieler
- Dutch Boyd (* 1980), US-amerikanischer Pokerspieler

#### E
- Eddie Boyd (1914–1994), US-amerikanischer Bluesmusiker
- Edward Boyd (1916–1989), schottischer Krimiautor
- Edwin Alonzo Boyd (1914–2002), kanadischer Bankräuber
- Elizabeth Boyd, englische Schriftstellerin
- Esna Boyd (1899–1966), australische Tennisspielerin
- Eva Boyd, bekannt als Little Eva (1943–2003), US-amerikanische Sängerin

#### F
- Federico Boyd (1851–1924), Staatspräsident von Panama
- Fletcher Boyd (* 2008), schottischer Fußballspieler
- Flinder Boyd (* 1980), US-amerikanisch-britischer Basketballspieler

#### G
- Gary Boyd (* 1972), australischer Segler
- George Boyd (* 1985), schottischer Fußballspieler
- Gerald M. Boyd (1950–2006), US-amerikanischer Journalist
- Gilbert Boyd, 6. Baron Kilmarnock (1903–1975), britischer Peer und Politiker
- Gordon Boyd (1922–2009), australischer Fernsehmoderator
- Gregory A. Boyd (* 1957), baptistischer Theologe, Pastor, Autor und Redner
- Guillermo Boyd (* 1938), panamaischer Gewichtheber

#### H
- Harriet Boyd-Hawes (1871–1945), US-amerikanische Archäologin
- Henry Boyd (1869–1913), schottischer Fußballspieler
- Holly Boyd, britische Schauspielerin
- Howard Boyd (1914–2011), US-amerikanischer Entomologe

#### I
- Ian Boyd (* 1933), britischer Mittelstreckenläufer

#### J
- James Boyd (Fußballspieler) (1872–1961), schottischer Fußballspieler
- James Boyd (Boxer) (1930–1997), US-amerikanischer Boxer
- James Boyd (Footballspieler) (* 1977), US-amerikanischer American-Football-Spieler
- James E. Boyd (1834–1906), US-amerikanischer Politiker
- James Edmund Boyd (1845–1935), US-amerikanischer Jurist
- James H. Boyd (1809–1877), US-amerikanischer Politiker
- Janet Boyd (1850–1928), englisch-britische Suffragette
- Jenna Boyd (* 1993), US-amerikanische Schauspielerin
- Jenny Boyd (Psychologin) (* 1947), britische Psychologin und früheres Model
- Jenny Boyd (Schauspielerin) (* 1991), britisch-amerikanische Schauspielerin
- Jerry Boyd (1930–2002), US-amerikanischer Boxtrainer, siehe F. X. Toole
- Jim Boyd (Gitarrist) (1914–1993), US-amerikanischer Musiker
- Jim Boyd (Schauspieler) (1933–2013), US-amerikanischer Schauspieler
- Jim Boyd (Autor) (1941–2010), US-amerikanischer Autor und Fotograf
- Jim Boyd (Eishockeyspieler) (* 1949), kanadischer Eishockeyspieler
- Jim Boyd (Sänger) (1956–2016), US-amerikanischer Sänger, Liedermacher und Schauspieler
- Jimmy Boyd (Fußballspieler) (James Murray Boyd; 1907–1991), schottischer Fußballspieler
- Jimmy Boyd (Golfspieler), südafrikanischer Golfspieler
- Jimmy Boyd (Schauspieler) (James Devon Boyd; 1939–2009), US-amerikanischer Schauspieler, Sänger und Musiker
- Jimmy Boyd (Pianist), US-amerikanischer Jazzpianist
- Joe Boyd (* 1942), US-amerikanischer Musikproduzent
- John Boyd (Dramatiker) (1912–2002), irischer Dramatiker
- John Boyd (Autor) (Boyd Bradfield Upchurch; 1919–2013), US-amerikanischer Science-Fiction-Autor
- John Boyd (1926–2003), US-amerikanischer Autorennfahrer, siehe Johnny Boyd
- John Boyd (Pilot) (1927–1997), US-amerikanischer Pilot und Militärstratege
- John Boyd (Dirigent) (* 1944), US-amerikanischer Dirigent
- John Boyd (Diplomat) (1936–2019), britischer Diplomat
- John Boyd (Schauspieler) (* 1981), US-amerikanischer Schauspieler
- John Boyd-Carpenter, Baron Boyd-Carpenter (1908–1998), britischer Politiker der Conservative Party
- John Boyd Orr, 1. Baron Boyd-Orr (1880–1971), schottischer Arzt und Biologe
- John Frank Boyd (1853–1945), US-amerikanischer Politiker
- John H. Boyd (1799–1868), US-amerikanischer Politiker
- John Parker Boyd (1764–1830), US-amerikanischer Söldner
- John S. Boyd, US-amerikanischer Film-Tontechniker
- Johnny Boyd (1926–2003), US-amerikanischer Rennfahrer
- Joseph C. Boyd (1760–1823), US-amerikanischer Soldat und Politiker
- Justin Boyd (* 1989), kanadischer Wasserballspieler

#### K
- Karin Boyd (* 1953), deutsche Schauspielerin und Theaterregisseurin
- Kaytee Boyd (* 1978), neuseeländische Radrennfahrerin
- Kenneth Boyd (1948–2005), US-amerikanischer Mörder
- Kevin Boyd (* 1966), britischer Schwimmer
- Kris Boyd (* 1983), schottischer Fußballspieler
- Kris Boyd (Footballspieler) (* 1996), US-amerikanischer American-Football-Spieler

#### L
- LaVell Boyd (* 1976), US-amerikanischer Footballspieler
- Lenny Boyd (1934–2015), kanadischer Jazzmusiker
- Leon Boyd (* 1983), niederländischer Basketballspieler
- Linn Boyd (1800–1859), US-amerikanischer Politiker
- Liona Boyd (* 1949), kanadische Gitarristin
- Louise Boyd (1887–1972), US-amerikanische Polarforscherin
- Luke Boyd (* 1987), australischer Boxer
- Lynda Boyd (* 1965), kanadische Filmschauspielerin

#### M
- MacKenzie Boyd-Clowes (* 1991), kanadischer Skispringer
- Malcolm Boyd (Leichtathlet) (1896–1960), australischer Leichtathlet
- Malcolm Boyd (Priester) (1923–2015), US-amerikanischer anglikanischer Priester und LGBT-Aktivist
- Malcolm Boyd (Musikwissenschaftler) (1932–2001), britischer Musikwissenschaftler
- Mark Boyd (* 1972), US-amerikanischer Basketballspieler
- Martin Boyd (1893–1972), australischer Autor
- Micah Boyd (* 1982), US-amerikanischer Ruderer
- Michael Boyd (* 1955), britischer Theaterdirektor und Regisseur
- Michele Boyd (* 1980), US-amerikanische Schauspielerin, Moderatorin und Filmproduzentin
- Mildred Boyd (1908–1999), US-amerikanische Schauspielerin
- Moses Boyd (* ≈1992), britischer Fusionmusiker
- Myron Boyd (1909–1978), US-amerikanischer Methodistenprediger

#### N
- Nelson Boyd (1928–1985), US-amerikanischer Jazz-Bassist

#### O
- Oil Can Boyd (* 1959), US-amerikanischer Baseballspieler

#### P
- Pamela Boyd (* 1955), US-amerikanische Handballspielerin
- Pattie Boyd (* 1944), englisches Fotomodell
- Phil Boyd (1876–1967), kanadischer Ruderer
- Philip Boyd (* 1967), kanadischer Ruderer

#### R
- Randy Boyd (1962–2022), kanadischer Eishockeyspieler und -trainer
- Ray Boyd (* 1951), australischer Stabhochspringer
- Richard Boyd (1942–2021), US-amerikanischer Wissenschaftstheoretiker und Philosoph
- Rick Boyd, Pseudonym von Federico Boido (1940–2014), italienischer Schauspieler
- Rob Boyd (* 1966), kanadischer Skirennläufer

- Robert Boyd (Anthropologe) (* 1948), US-amerikanischer Anthropologe
- Robert Lewis Fullarton Boyd (1922–2004), britischer Physiker und Astronom
- Robert N. Boyd (1914–2000), US-amerikanischer Chemiker
- Robert W. Boyd (* 1948), US-amerikanischer Physiker
- Rocky Boyd (* 1936), US-amerikanischer Jazzmusiker
- Ronald Boyd (*?), argentinischer Tennisspieler
- Russell Boyd (* 1944), australischer Kameramann

#### S
- Scott Boyd (* 1986), schottischer Fußballspieler
- Sean Boyd (* 1978), australischer Wasserballspieler
- Sempronius H. Boyd (1828–1894), US-amerikanischer Politiker
- Stephen Boyd (1931–1977), nordirischer Schauspieler

#### T
- Terrence Boyd (* 1991), deutsch-amerikanischer Fußballspieler
- Thomas Boyd (* 1965), schottischer Fußballspieler, siehe Tom Boyd
- Thomas A. Boyd (1830–1897), US-amerikanischer Politiker
- Tim Boyd (1861–1914), US-amerikanischer Golfspieler
- Tom Boyd (* 1965), schottischer Fußballspieler
- Tommie Boyd (* 1971), US-amerikanischer Footballspieler
- Tony Boyd (* 1932), kanadischer Hockeyspieler
- Travis Boyd (* 1993), US-amerikanischer Eishockeyspieler
- Tyler Boyd (Footballspieler) (* 1994), US-amerikanischer American-Football-Spieler
- Tyler Boyd (Fußballspieler) (* 1994), neuseeländisch-US-amerikanischer Fußballspieler

#### W
- Walter Boyd (* 1972), jamaikanischer Fußballspieler
- Warren Boyd (* 1926), australischer Schwimmer
- Wayne Boyd (* 1990), britischer Rennfahrer
- Will Boyd (William James Boyd; * 1979), US-amerikanischer Rockbassist
- William Boyd, 4. Herzog von Kilmarnock (1704–1746), schottischer Adliger
- William Boyd (Mediziner) (1885–1979), kanadischer Pathologe
- William Boyd (Schauspieler) (1895–1972), US-amerikanischer Schauspieler
- William Boyd (Schriftsteller) (* 1952), schottischer Schriftsteller

### Vorname
- Boyd Atkins (1900–1965), US-amerikanischer Jazz- und Blues-Musiker
- Boyd Bennett (1924–2002), US-amerikanischer Songwriter, Schlagzeuger und Rock’n’Roll-Sänger
- Boyd Cooper (* um 1975), australischer Badmintonspieler
- Boyd Dowler (* 1937), US-amerikanischer American-Football-Spieler
- Boyd Lee Dunlop (1926–2013), US-amerikanischer Jazzpianist
- Boyd Gaines (* 1953), US-amerikanischer Schauspieler
- Boyd Gordon (* 1983), kanadischer Eishockeyspieler
- Boyd Haley (* 1940), US-amerikanischer Chemiker
- Boyd Holbrook (* 1981), US-amerikanischer Schauspieler und Model
- Boyd Kane (* 1978), kanadischer Eishockeyspieler
- Boyd Neel (1905–1981), kanadischer Dirigent und Musikpädagoge
- Boyd K. Packer (1924–2015), US-amerikanischer Prophet, Seher und Offenbarer
- Boyd Raeburn (1913–1966), US-amerikanischer Big-Band-Leader
- Boyd Rice (* 1956), US-amerikanischer Musiker der Elektro- und Industrial-Szene
- Boyd Rutherford (* 1957), US-amerikanischer Politiker
- Boyd Senter (1898–1982), US-amerikanischer Jazz-Musiker und Bandleader
- Boyd Shermis (* 1958), US-amerikanischer VFX Supervisor
- Boyd Anderson Tackett (1911–1985), US-amerikanischer Politiker
- Boyd Winchester (1836–1923), US-amerikanischer Politiker